# Górka Duchowna (gromada)
Górka Duchowna – dawna gromada, czyli najmniejsza jednostka podziału terytorialnego Polskiej Rzeczypospolitej Ludowej w latach 1954–1972.
Gromady, z gromadzkimi radami narodowymi (GRN) jako organami władzy najniższego stopnia na wsi, funkcjonowały od reformy reorganizującej administrację wiejską przeprowadzonej jesienią 1954 do momentu ich zniesienia z dniem 1 stycznia 1973, tym samym wypierając organizację gminną w latach 1954–1972.
Gromadę Górka Duchowna z siedzibą GRN w Górce Duchownej utworzono – jako jedną z 8759 gromad na obszarze Polski – w powiecie leszczyńskim w woj. poznańskim, na mocy uchwały nr 28/54 WRN w Poznaniu z dnia 5 października 1954. W skład jednostki weszły obszary dotychczasowych gromad Górka Duchowna, Radomicko (oprócz miejscowości Błotkowo (leśniczówka) i Smolno (gajówka) w lasach administrowanych przez Nadleśnictwo Państwowe w Żegrowie), Ratowice, Sulejewo, Koronowo i Targowisko ze zniesionej gminy Lipno w powiecie leszczyńskim oraz część miejscowości Wydorowo dotychczasowej gromady Wydorowo ze zniesionej gminy Stare Bojanowo w powiecie kościańskim w tymże województwie. Dla gromady ustalono 12 członków gromadzkiej rady narodowej.
Gromadę zniesiono 1 stycznia 1960, a jej obszar włączono do gromady Lipno w tymże powiecie.